# Parassitologia

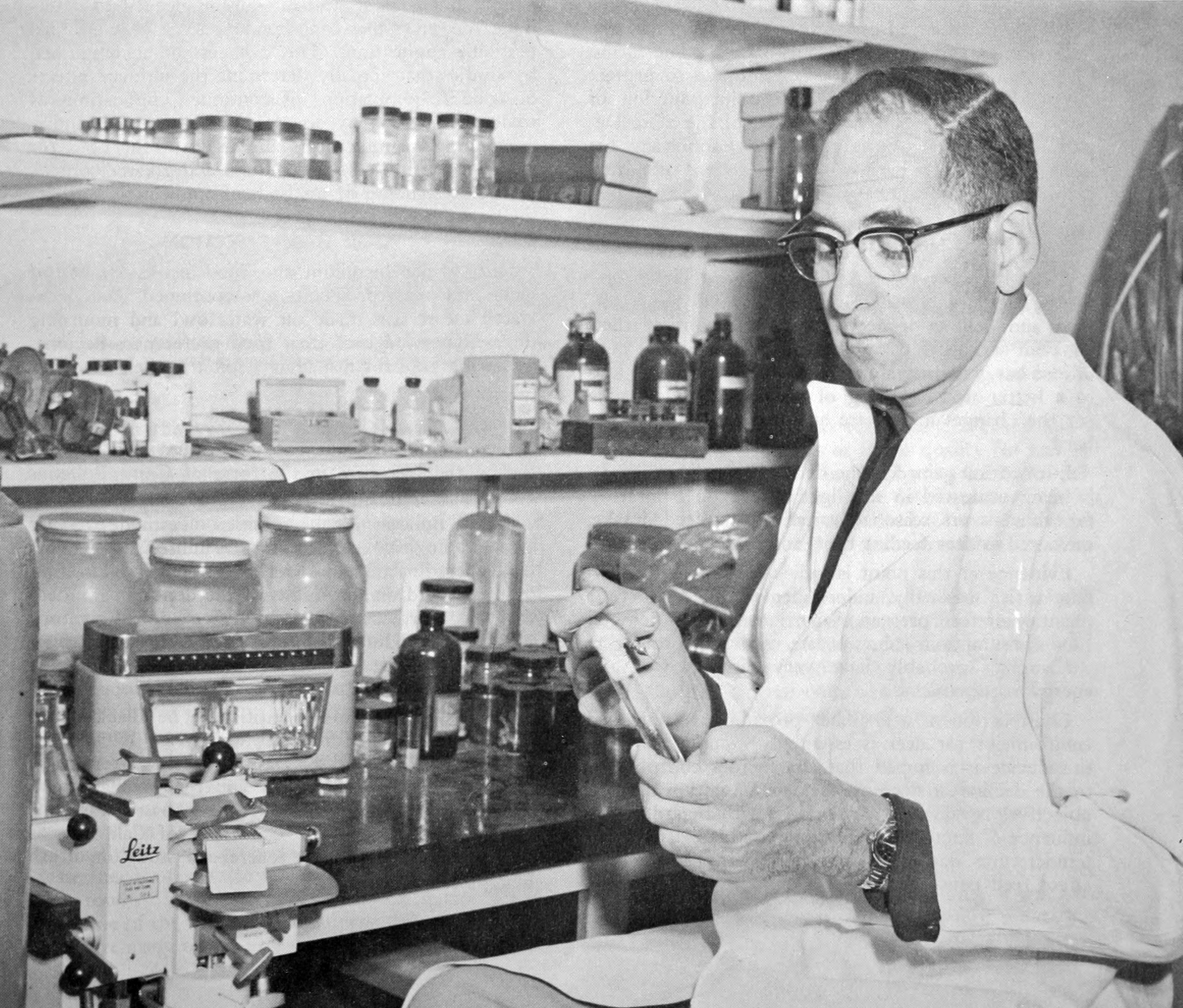

La parassitologia è la disciplina biomedica che si occupa dello studio del ciclo biologico degli organismi parassiti dell'uomo e degli altri animali, con risvolti di notevole importanza in ambito sia medico sia veterinario, soprattutto in relazione alla diagnostica delle malattie parassitarie (esame microscopico dei campioni biologici per la ricerca e la identificazione delle diverse forme vitali del parassita).
Queste condizioni morbose scaturiscono dal rapporto di Parassitismo tra l'organismo responsabile e l'Ospite.
La parassitologia si occupa convenzionalmente delle patologie causate da parassiti eucarioti non appartenenti al regno dei Funghi, mentre le infezioni provocate da procarioti, funghi e virus, sono oggetto di studio di altre discipline. 
Gli agenti responsabili delle malattie parassitarie (o parassitosi) possono essere rappresentati da:
- Protozoi (come ad esempio i microrganismi di genere Plasmodium responsabili dei diversi quadri della malaria nell'uomo, ma anche Leishmania e Toxoplasma);[2]

- Metazoi: comprendono a loro volta i vermi (Platyhelminthes o vermi piatti come quelli dei generi Schistosoma e Fasciola, Nematodi o vermi cilindrici come Ascaris e Toxocara e Cestodi come gli organismi dei generi Taenia, Echinococcus, Diphyllobothrium) e gli Artropodi come gli Acari (a cui appartiene il sottordine delle zecche) e diversi generi di insetti (pidocchi, pulci, mosche responsabili delle miasi che colpiscono più frequentemente gli animali domestici e selvatici, ma anche l'uomo).[3]

In considerazione del ciclo biologico, a volte molto complesso degli organismi parassiti, l'uomo può essere interessato sia come ospite intermedio (offre cioè l'ambiente per la fase riproduttiva asessuata del parassita come nella Echinococcosi) sia come ospite definitivo (nel quale invece si compie la fase riproduttiva sessuata): è questo il caso della tenia (solo raramente l'uomo può essere ospite intermedio di questo cestode, nella Cisticercosi).
Nell'ambito delle parassitosi umane si parla in maniera propria di:
- 'infestione' in caso di parassitosi protozoarie,
- 'infestazione' nel caso di parassitosi sostenute da vermi o artropodi.
La parassitologia riveste un ruolo importante nella medicina per via delle molteplici infezioni-infestazioni i cui agenti eziologici sono proprio rappresentati da protozoi, elminti e artropodi, che effettuano una parte del loro ciclo biologico nell'uomo.

## Relazioni con altre discipline
La parassitologia è una branca della biologia, ma per le sue ripercussioni sulla salute umana e animale, gran parte degli studi di questa disciplina ricade nell'ambito della medicina e della veterinaria. Vi sono connessioni anche con l'epidemiologia per studiare la frequenza e la distribuzione delle parassitosi, con l'immunologia per considerare la risposta immunitaria dell'organismo nei confronti dei parassiti e con la farmacologia per mettere a punto i farmaci per curare le parassitosi.

## Immunoparassitologia
L'immunoparassitologia è la scienza che studia i rapporti tra ospite ed il parassita stricto sensu ed in particolare la risposta immune del primo ed i meccanismi di evasione da questa, del secondo. 
Si distingue un'immunoparassitologia di base il cui scopo è quello di comprendere anche a livello molecolare i meccanismi fini del rapporto ospite-parassita, ma anche quello di mettere a punto dei vaccini ed un'immunoparassitologia clinica che sfrutta le conoscenze di base per la messa a punto di sistemi diagnostici.

## Enti Istituzionali e Società Scientifiche correlate
Alcuni dei principali enti istituzionali e società scientifiche legati alla parassitologia includono:
- Organizzazione Mondiale della Sanità (OMS): attraverso il suo Dipartimento per il Controllo delle Malattie Tropicali Neglette, l'OMS coordina iniziative globali contro le malattie parassitarie.

- Organizzazione Mondiale della Sanità Animale (OIE): si occupa della salute animale a livello internazionale, compresa la gestione delle malattie parassitarie negli animali.

- Centro per il Controllo e la Prevenzione delle Malattie (CDC): fornisce informazioni e strategie di controllo sulle malattie parassitarie negli Stati Uniti e nel mondo.
- Federazione Europea di Parassitologia[4] (EFP): promuove la ricerca parassitologica e la collaborazione tra scienziati europei.
- American Society of Parasitologists[5] (ASP): focalizzata sulla ricerca e sull'educazione in parassitologia, con un vasto network di scienziati.
- Società Italiana di Parassitologia (SOIPA): promuove la ricerca e la formazione in parassitologia, con un'attenzione particolare alle problematiche nazionali.
- Istituti di Ricerca Nazionali e Internazionali: come l'Istituto Superiore di Sanità (ISS) in Italia e il National Institutes of Health (NIH) negli Stati Uniti, che svolgono un ruolo chiave nello sviluppo di nuove tecnologie e conoscenze.
- World Association for the Advancement of Veterinary Parasitology (WAAVP): un'organizzazione internazionale che promuove l'avanzamento della parassitologia veterinaria e l'uso di pratiche sicure e sostenibili per il controllo dei parassiti negli animali.
- Federation of European Societies for Tropical Medicine and International Health[6] (FESTMIH): focalizzata sulle malattie tropicali, comprese le infezioni parassitarie, e promuove la ricerca multidisciplinare per migliorare la salute globale.
- British Society for Parasitology[7] (BSP): una delle principali società scientifiche del Regno Unito che si occupa della promozione della ricerca parassitologica, con una forte enfasi sulla formazione e sulla divulgazione.